# سبتمبر 2008
سبتمبر 2008 هو الشهر التاسع من عام 2008. بدأ الشهر يوم الإثنين، وانتهى يوم الثلاثاء بعد 30 يومًا.

## بوابة:أحداث جارية
| \| 1 سبتمبر 2008 (الإثنين) \| عدل \| تاريخ \| راقب \| تصفح \| |     |       |      |      |
| - روسيا تهدد بعقوبات والاتحاد الأوروبي يتفادى التصعيد (الجزيرة) - إعصار غوستاف يغير خطط الجمهوريين وبوش يلغي خطابه (الجزيرة) - عباس يرفض مقترحا إسرائيليا لإرجاء مسألة القدس (الجزيرة) - الأمريكيون يسلمون الأنبار للحكومة العراقية (بي بي سي) - القذافي (في الصورة): أرباح النفط ستذهب مباشرة إلى جيوب المواطنين (بي بي سي) - تعيين سفير بحريني في بغداد (بي بي سي) - إعصار غوستاف يوقف إمدادات الطاقة في خليج المكسيك (الجزيرة) |     |       |      |      |
| 1 سبتمبر 2008 (الإثنين) | عدل | تاريخ | راقب | تصفح |

| \| 2 سبتمبر 2008 (الثلاثاء) \| عدل \| تاريخ \| راقب \| تصفح \| |     |       |      |      |
| - باكستان تضيع فرصة لاعتقال الرجل الثاني في القاعدة (العربية) - القضاء يرفض طلب سحب الجنسية الإسرائيلية من عزمي بشارة بعد اتهامه بالخيانة للتعاون مع حزب الله اللبناني (العربية) - إغلاق معبر رفح وناشطون جدد يسعون لكسر حصار غزة (الجزيرة) - روسيا: أوروبا تعاقب نفسها بتأجيل محادثات الشراكة وميدفيديف وساركوزي يلتقيان الاثنين المقبل بموسكو (الجزيرة) - الأمين العام للحزب الحاكم الياباني يستعد لخلافة فوكودا (الجزيرة) - لجنة الانتخابات في تايلند توصي بحل الحزب الحاكم (الجزيرة) - غوستاف ينحسر وعاصفة جديدة تتحرك نحو الكاريبي (الجزيرة) |     |       |      |      |
| 2 سبتمبر 2008 (الثلاثاء) | عدل | تاريخ | راقب | تصفح |

| \| 3 سبتمبر 2008 (الأربعاء) \| عدل \| تاريخ \| راقب \| تصفح \| |     |       |      |      |
| - بوش يشيد بماكين ويعتبره المناسب لحماية أمن أميركا (الجزيرة) - ساركوزي يزور سوريا كأول زعيم غربي منذ ثلاث سنوات وقمة تركية قطرية فرنسية سورية بدمشق اليوم تبحث في المفاوضات السورية - الإسرائيلية (الجزيرة) - نجاة رئيس الوزراء الباكستاني (في الصورة) من محاولة اغتيال (الجزيرة) - زعماء قبرص يجتمعون لمناقشة توحيد الجزيرة (الجزيرة) - قتلى بينهم مدنيون بغارة لقوات أجنبية على وزيرستان بباكستان (الجزيرة) - المعارضة التايلندية تفشل بتنفيذ إضرابها والهدوء يسود بانكوك (الجزيرة) - إدانة جنديين إسرائيليين بتهمة قتل فلسطيني (بي بي سي) - رايس تزور ليبيا الجمعة المقبل (بي بي سي) - توقيف ملياردير مصري بتهمة التحريض على قتل المغنية سوزان تميم (العربية) |     |       |      |      |
| 3 سبتمبر 2008 (الأربعاء) | عدل | تاريخ | راقب | تصفح |

| \| 4 سبتمبر 2008 (الخميس) \| عدل \| تاريخ \| راقب \| تصفح \| |     |       |      |      |
| - ساركوزي غادر دمشق بعد تحذير لإيران من ضربة إسرائيلية والأسد أعلن تأجيل جولة حاسمة في مفاوضات السلام. (العربية) - الجيش الأمريكي يقتل بالخطأ 6 عناصر أمن عراقيين شمالي بغداد. (العربية) - مسؤول أمريكي: بن لادن والظواهري لم يكونا هدف غارتنا داخل باكستان.-(سي إن إن) - الجمهوريون يسمون ماكين رسمياً مرشحهم للانتخابات الرئاسية.-(سي إن إن) - تحويل المسؤولية عن تمويل قوات الصحوة للحكومة العراقية (بي بي سي) - تشيني: ندعم جورجيا ورئيسها بقوة. (بي بي سي) - موفد أميركي للصين بعد نقل كوريا الشمالية معدات نووية. (الجزيرة) |     |       |      |      |
| 4 سبتمبر 2008 (الخميس) | عدل | تاريخ | راقب | تصفح |

| \| 5 سبتمبر 2008 (الجمعة) \| عدل \| تاريخ \| راقب \| تصفح \| |     |       |      |      |
| - ماكين يطمئن الأميركيين بسعيه لعدم عودة الحرب الباردة (الجزيرة) - انتشار كثيف للشرطة الإسرائيلية بالقدس بأول جمعة من رمضان (الجزيرة) - مصادر بالبنتاغون: بوش رفض أي تخفيض للقوات بالعراق (الجزيرة) - رايس من لشبونة: متحمسة لزيارة ليبيا واعتبرها لحظة تاريخية-(سي إن إن) - مصادر باكستانية تؤكد مقتل 5 مسلحين أجانب بقصف صاروخي-(سي إن إن) |     |       |      |      |
| 5 سبتمبر 2008 (الجمعة) | عدل | تاريخ | راقب | تصفح |

| \| 6 سبتمبر 2008 (السبت) \| عدل \| تاريخ \| راقب \| تصفح \| |     |       |      |      |
| - زرداري يفوز بانتخابات الرئاسة في باكستان (الجزيرة) - غول في أرمينيا في أول زيارة لرئيس تركي منذ استقلالها (الجزيرة) - واشنطن ترفض الانتقادات الروسية لإرسال سفينة لجورجيا (الجزيرة) - عشرات القتلى بانفجار في بيشاور واشتباكات شمال باكستان (الجزيرة) - رايس تلتقي مع القذافي في زيارة تاريخية لليبيا (رويترز) - القاهرة: 18 قتيلاً في انهيار صخري بمنطقة عشوائية (بي بي سي) - زلزال يضرب أجزاء من باكستان وأفغانستان (الجزيرة) |     |       |      |      |
| 6 سبتمبر 2008 (السبت) | عدل | تاريخ | راقب | تصفح |

| \| 7 سبتمبر 2008 (الأحد) \| عدل \| تاريخ \| راقب \| تصفح \| |     |       |      |      |
| - ميدفيديف يتهم الغرب بالاستفزاز وتشيني يهاجم روسيا وأوروبا تطالب بتحديد المسؤول عن الحرب الجورجية (الجزيرة) - إيران تجري مناورات وبيريز يعارض مهاجمتها (الجزيرة) - رايس بالمغرب والبوليساريو تدعوها للتدخل بشأن الصحراء (الجزيرة) - ترحيب دولي بانتخاب زرداري رئيساً لباكستان (الجزيرة) - جوزيف بايدن يسير على حبل مشدود في مواجهته مع سارة بالين (رويترز) - تصويت في هونغ كونغ لاختيار هيئة تشريعية جديدة (رويترز) - تفشي الكوليرا في محافظة بابل العراقية (بي بي سي) - توتو ينتقد هوس الكنيسة بقضية المثلية الجنسية (بي بي سي) - ثمانية قتلى في تفجير انتحاري بقندهار (بي بي سي) - الصين تطلق مركبة فضائية تقل 3 رواد (بي بي سي) |     |       |      |      |
| 7 سبتمبر 2008 (الأحد) | عدل | تاريخ | راقب | تصفح |

| \| 8 سبتمبر 2008 (الإثنين) \| عدل \| تاريخ \| راقب \| تصفح \| |     |       |      |      |
| - قتلى وجرحى في قصف أميركي بشمال باكستان (الجزيرة) - العدل الدولية تنظر بشكوى جورجية ضد روسيا وساركوزي يقود وساطة أوروبية لتطبيق المصالحة (الجزيرة) - رئيس الاتحاد الأفريقي يجري مباحثات مع البشير بشأن دارفور (الجزيرة) - الشرطة الإسرائيلية توصي بتوجيه اتهامات بالرشوة والفساد لأولمرت وسباق على زعامة كاديما بين صاحبة اليد النظيفة وموفاز (العربية) - الحريري: اتفاق المصالحة قادم لإنهاء 4 شهور من التوتر في طرابلس وتعهد برفع الغطاء عن الجماعات المسلحة (العربية) - القاهرة: ارتفاع عدد ضحايا الانهيار الصخري إلى 43 قتيل. (بي بي سي) - حسن نصر الله يعرب عن استعداده للاجتماع مع الحريري. (بي بي سي) |     |       |      |      |
| 8 سبتمبر 2008 (الإثنين) | عدل | تاريخ | راقب | تصفح |

| \| 9 سبتمبر 2008 (الثلاثاء) \| عدل \| تاريخ \| راقب \| تصفح \| |     |       |      |      |
| - بوش سيأمر بسحب 8000 جندي من العراق (الجزيرة) - زرداري (في الصورة) يؤدي اليمين الدستورية رئيساً لباكستان (الجزيرة) - ترحيب سوداني بتشكيل لجنة عربية لحل أزمة دارفور (الجزيرة) - حماس استبعاد اتفاق فلسطيني - فلسطيني قبل الانتخابات الأمريكية (رويترز) - روسيا: بناء المحطة النووية الإيرانية قارب من نهايته (رويترز) - وثيقة طرابلس لتعزيز المصالحة بين العلويين والسنة بلبنان-(سي إن إن) |     |       |      |      |
| 9 سبتمبر 2008 (الثلاثاء) | عدل | تاريخ | راقب | تصفح |

| \| 10 سبتمبر 2008 (الأربعاء) \| عدل \| تاريخ \| راقب \| تصفح \| |     |       |      |      |
| - قافلة مصرية تضم قضاة ونواباً تتوجه إلى غزة لكسر الحصار في ذكرى عبور القوات المصرية إلى سيناء لتحريرها (العربية) - الرئيس اللبناني يحدد 16 سبتمبر موعداً لبدء الحوار الوطني بين الفرقاء وذلك استكمالاً لبنود اتفاق الدوحة (العربية) - القاعدة تتوعد الحزب الإسلامي وواشنطن تتعجل اتفاقاً مع بغداد (الجزيرة) - المعلم: فرنسا وروسيا وتركيا ستشارك بمفاوضاتنا مع إسرائيل (الجزيرة) - فصيل متمرد بدارفور ينتقد المبادرة العربية لحل الأزمة (الجزيرة) - روسيا تتقدم بمشروع دولي لحظر الأسلحة على جورجيا (الجزيرة) - كوريا الشمالية تنفي تعرض زعيمها لانهيار صحي (بي بي سي) - في استطلاع للبي بي سي: العالم يفضل أوباما على ماكين (بي بي سي) - بدأ التجارب في مصادم الهدرونات الكبير أكبر معجلات الجسيمات الأولية التابع لسرن في جنيف بسويسرا (بي بي سي) |     |       |      |      |
| 10 سبتمبر 2008 (الأربعاء) | عدل | تاريخ | راقب | تصفح |

| \| 11 سبتمبر 2008 (الخميس) \| عدل \| تاريخ \| راقب \| تصفح \| |     |       |      |      |
| - الولايات المتحدة تحيي ذكرى 11 سبتمبر (بي بي سي) - أولمرت سيستقيل فور انتخاب زعيم جديد لكاديما (بي بي سي) - توتر بين باكستان وأمريكا إثر عملية برية لواشنطن داخل الحدود وإسلام أباد تؤكد أنها ستدافع عن أراضيها بأي ثمن (العربية) - اغتيال عضو في الحزب الديمقراطي اللبناني بانفجار سيارة مفخخة والحريري يشدد على أهمية الحوار الوطني (العربية) - حماس تنتقد منع مصر قافلة لكسر حصار غزة (الجزيرة) - بوش يلتقي الطالباني وبغداد تنفي وجود مشاكل مع الجيران (الجزيرة) - رئيس بوليفيا يعتبر السفير الأميركي شخصاً غير مرغوب فيه (الجزيرة) |     |       |      |      |
| 11 سبتمبر 2008 (الخميس) | عدل | تاريخ | راقب | تصفح |

| \| 12 سبتمبر 2008 (الجمعة) \| عدل \| تاريخ \| راقب \| تصفح \| |     |       |      |      |
| - بوش يدافع عن حربه للإرهاب في ذكرى هجمات سبتمبر (الجزيرة) - روسيا تركز على تحديث قواتها بعد الحرب مع جورجيا (الجزيرة) - عباس: لم نتفق على أي قضية خلافية مع الإسرائيليين إلى حد الآن (بي بي سي) - بالين ترد على اتهامها بقلة الخبرة السياسية وتقول إنها على أتم الاستعداد للعمل كنائب للرئيس (بي بي سي) - انفجاران عند حدود إسرائيل مع غزة ولا إصابات (رويترز) - سوريا: سياسة أمريكا بعد هجمات سبتمبر زادت الإرهاب (رويترز) - تونس تسجن 11 شاباً بتهمة الشغب بعد احتجاجات على غلاء المعيشة (رويترز) - بيل كلينتون يتوقع فوزاً كاسحاً لباراك أوباما بالانتخابات المقبلة-(سي إن إن) - فنزويلا تطلب من سفير واشنطن لديها بمغادرة أراضيها-(سي إن إن) |     |       |      |      |
| 12 سبتمبر 2008 (الجمعة) | عدل | تاريخ | راقب | تصفح |

| \| 13 سبتمبر 2008 (السبت) \| عدل \| تاريخ \| راقب \| تصفح \| |     |       |      |      |
| - مستوطنون في الضفة الغربية يشتبكون مع أهالي قرية فلسطينية بعد طعن صبي إسرائيلي (العربية) - السودان وتشاد يعيدان العلاقات ونشر قوات لمراقبة حدودهما (الجزيرة) - القوات الروسية تنسحب من خمسة مواقع غرب جورجيا (الجزيرة) - مقتل حاكم ولاية أفغانية وقتلى وجرحى بعمليات متفرقة (الجزيرة) - بوليفيا تعلن الأحكام العرفية بمنطقة باندو المطالبة بالحكم الذاتي-(سي إن إن) - إعصار آيك يتسبب بوفيات وانقطاع الكهرباء عن الملايين بتكساس-(سي إن إن) |     |       |      |      |
| 13 سبتمبر 2008 (السبت) | عدل | تاريخ | راقب | تصفح |

| \| 14 سبتمبر 2008 (الأحد) \| عدل \| تاريخ \| راقب \| تصفح \| |     |       |      |      |
| - أعتقال خمسة أشخاص في قضية قتل صحفيين عراقيين (بي بي سي) - أولمرت (في الصورة) يندد بهجوم المستوطنين على قرية فلسطينية (بي بي سي) - عباس للإدارة الأمريكية الجديدة: السلام أولوية أولى (بي بي سي) - مشعل: لا شرعية لعباس بعد 9 يناير (بي بي سي) - لبنان يستعد لبدء حوار لمناقشة سلاح حزب الله (رويترز) - وزير الخارجية العراقي: العراق مستعد لاستئناف المحادثات مع أمريكا وإيران (رويترز) - وزير العدل اللبناني: لائحة المعتقلين بسوريا لا تتضمن أسماء مفقودين (العربية) - المطلك يهدد بعصيان مدني إذا اعتمد قانون الانتخابات السابق بالعراق (العربية) - مقتل وإصابة عشرات في نيودلهي ومجاهدو الهند تتبنى التفجيرات (العربية) - سقوط 88 قتيلاً في تحطم طائرة روسية في جبال الأورال كانت في رحلة داخلية أثناء محاولتها الهبوط في بيرم السيبيرية (العربية) |     |       |      |      |
| 14 سبتمبر 2008 (الأحد) | عدل | تاريخ | راقب | تصفح |

| \| 15 سبتمبر 2008 (الإثنين) \| عدل \| تاريخ \| راقب \| تصفح \| |     |       |      |      |
| - واشنطن تزود تل أبيب بقنابل مخصصة لتدمير الدشم الخرسانية (بي بي سي) - عباس يحيل خلاف الانتخابات للقانون ويلتقي أولمرت الثلاثاء (الجزيرة) - صحوات العراق تلوح بحمل السلاح والبارزاني يحذر من انقلاب (الجزيرة) - مقتل 10 على الأقل في تفجيرين ببغداد (بي بي سي) - الإصلاح اليمني يؤكد انحيازه للشعب ومواصلة النضال السلمي (الجزيرة) - أنور إبراهيم واثق من عزل الحكومة الماليزية (الجزيرة) - موغابي وتسفانغيراي يوقعان اليوم اتفاقاً تاريخياً لتقاسم السلطة (الجزيرة) - جيتس يبدأ ثامن زيارة لبغداد (بي بي سي) - انهيار بنك ليمان براذرز رابع أكبر بنك استثماري في أمريكا يهز اسواق العالم (بي بي سي) |     |       |      |      |
| 15 سبتمبر 2008 (الإثنين) | عدل | تاريخ | راقب | تصفح |

| \| 16 سبتمبر 2008 (الثلاثاء) \| عدل \| تاريخ \| راقب \| تصفح \| |     |       |      |      |
| - سليمان يفتتح مؤتمر الحوار اللبناني ويدعو لإستراتيجية دفاعية (الجزيرة) - أوديرنو يخلف بتراوس بقيادة القوات الأمريكية بالعراق (الجزيرة) - ماكين وأوباما يعدان بتجاوز أزمة الأسواق المالية (الجزيرة) - بوليفيا: دعم كامل من قادة أمريكا الجنوبية لموراليس (بي بي سي) - هولندا تعرقل اتفاق التجارة بين صربيا والاتحاد الأوروبي (بي بي سي) - الجيش الفرنسي ينفذ عملية تحرير رهائن في الصومال (بي بي سي) |     |       |      |      |
| 16 سبتمبر 2008 (الثلاثاء) | عدل | تاريخ | راقب | تصفح |

| \| 17 سبتمبر 2008 (الأربعاء) \| عدل \| تاريخ \| راقب \| تصفح \| |     |       |      |      |
| - ليفني (في الصورة) تعلن فوزها بزعامة حزب كاديما الإسرائيلي خلفاً لأولمرت المتهم بالفساد (العربية) - مقتل 16 في هجوم بسيارة ملغومة على سفارة أمريكا في اليمن وجماعة مجهولة تبنته وهددت باستهداف سفارات خليجية (العربية) - إيران تنفي وجود خلايا نائمة لزعزعة استقرار دول الخليج وخامنئي يكلف الحرس الثوري الإيراني بالدفاع عن مضيق هرمز (العربية) - وليد المعلم يعلن تأجيل الجولة الخامسة من المفاوضات السورية - الإسرائيلية (بي بي سي) - كرزاي يحث أمريكا على الحد من الضحايا المدنيين (بي بي سي) - المعارضة البوليفية تقبل التفاوض مع موراليس (بي بي سي) - العراق: حالات الكوليرا المؤكد تتجاوز 100 حالة-(سي إن إن) |     |       |      |      |
| 17 سبتمبر 2008 (الأربعاء) | عدل | تاريخ | راقب | تصفح |

| \| 18 سبتمبر 2008 (الخميس) \| عدل \| تاريخ \| راقب \| تصفح \| |     |       |      |      |
| - واشنطن تتهم 16 شركة وفرداً بتصدير مواد عسكرية لإيران (الجزيرة) - مقتل سبعة جنود أميركيين والمالكي يخشى تعثر الاتفاق الأمني (الجزيرة) - ليفني تبدأ مفاوضات تشكيل حكومتها الأولى (بي بي سي) - اعتقالات في تفجير سفارة أمريكا بصنعاء وتهديد ضد مصالح غربية (العربية) - تخفيض القوات الدولية المرسلة إلى دارفور (بي بي سي) - أنور إبراهيم يعلن حصوله على دعم برلماني للإطاحة بحكومة ماليزيا (العربية) - استمرار الاضطراب في أسواق الأسهم العالمية (بي بي سي) |     |       |      |      |
| 18 سبتمبر 2008 (الخميس) | عدل | تاريخ | راقب | تصفح |

| \| 19 سبتمبر 2008 (الجمعة) \| عدل \| تاريخ \| راقب \| تصفح \| |     |       |      |      |
| - رايس (في الصورة) تشن هجوماً عنيفاً على بلطجة موسكو وسلوكها المتدهور واعتبرت الهجوم على جورجيا منعطف أسود (العربية) - منظمة التحرير ترحب بدعوة أولمرت للاعتذار عن تهجير الفلسطينيين ومطالبات بحل البرلمان الفلسطيني المشلول منذ عامين ونصف (العربية) - الحكومة السودانية ترفض صفقة فرنسية لتعليق توقيف البشير (العربية) - مقتل 8 مدنيين عراقيين في قصف جوي أمريكي (بي بي سي) - ليفني تسعى لتوحيد صفوف حزب كاديما (بي بي سي) - اتفاقية هدنة بين الحكومة الصومالية والمعارضة (بي بي سي) |     |       |      |      |
| 19 سبتمبر 2008 (الجمعة) | عدل | تاريخ | راقب | تصفح |

| \| 20 سبتمبر 2008 (السبت) \| عدل \| تاريخ \| راقب \| تصفح \| |     |       |      |      |
| - وفد أمريكي في طريقه للعراق يحمل مقترحات للاتفاق الأمني-(سي إن إن) - فتح معبر رفح بين مصر وقطاع غزة ليومين (بي بي سي) - موسكو ترفض مزيداً من العقوبات على إيران (بي بي سي) - ارتفاع في أسواق الأسهم العالمية (بي بي سي) - زرداري يطلب تعديل الدستور ومقتل عشرة بتفجير انتحاري (الجزيرة) - مطار مقديشو يتعرض للقصف وتقدم بمفاوضات جيبوتي (الجزيرة) |     |       |      |      |
| 20 سبتمبر 2008 (السبت) | عدل | تاريخ | راقب | تصفح |

| \| 21 سبتمبر 2008 (الأحد) \| عدل \| تاريخ \| راقب \| تصفح \| |     |       |      |      |
| - أولمرت يعلن استقالته من رئاسة الوزراء وليفني تتهيأ لخلافته في الحكم (العربية) - هنية يتهم عرباً وفلسطينيين بتدبير مؤامرة كبيرة ضد قطاع غزة (العربية) - تنديد غربي بتفجير فندق بإسلام آباد وتعهدات بدعم باكستان (الجزيرة) - البرلمان العراقي يجتمع للتصويت على قانون المحافظات (الجزيرة) - مبيكي (في الصورة) يلقي خطاباً اليوم بعد قبوله الاستقالة من رئاسة جنوب إفريقيا (الجزيرة) - إصابة 6 في انفجار سيارة بإقليم الباسك بإسبانيا (بي بي سي) - مقتل 6 في حوادث متفرقة بالعراق (بي بي سي) |     |       |      |      |
| 21 سبتمبر 2008 (الأحد) | عدل | تاريخ | راقب | تصفح |

| \| 22 سبتمبر 2008 (الإثنين) \| عدل \| تاريخ \| راقب \| تصفح \| |     |       |      |      |
| - بيريز (في الصورة) يكلف ليفني تشكيل الحكومة الإسرائيلية ودعوة نتنياهو لائتلاف (العربية) - حشود عسكرية سورية على حدود لبنان ودمشق تبررها بأمنها الداخلي (العربية) - مئات الفلسطينيين عالقون في معبر رفح بعد إغلاقه (الجزيرة) - أسو رئيساً للحزب الحاكم باليابان تمهيداً لرئاسته الحكومة (الجزيرة) - القيادات الباكستانية نجت من انفجار ماريوت (بي بي سي) - البرادعي: لا دليل بعد على نشاط نووي سوري (بي بي سي) - كوريا الشمالية تزيل الأختام عن منشأة نووية (بي بي سي) - اختطاف مجموعة من السياح في مصر (بي بي سي) |     |       |      |      |
| 22 سبتمبر 2008 (الإثنين) | عدل | تاريخ | راقب | تصفح |

| \| 23 سبتمبر 2008 (الثلاثاء) \| عدل \| تاريخ \| راقب \| تصفح \| |     |       |      |      |
| - فلسطيني يدهس إسرائيليين في القدس قبل أن يقتل (بي بي سي) - فريق من المخابرات المصرية في السودان لمتابعة أزمة السياح (بي بي سي) - فرنسا تتحدث عن 4 شروط لوقف ملاحقة البشير (بي بي سي) - أوباما يتقدم على ماكين في استطلاع جديد (بي بي سي) |     |       |      |      |
| 23 سبتمبر 2008 (الثلاثاء) | عدل | تاريخ | راقب | تصفح |

| \| 24 سبتمبر 2008 (الأربعاء) \| عدل \| تاريخ \| راقب \| تصفح \| |     |       |      |      |
| - بوش يهاجم سوريا وإيران بخطابه الوداعي بالأمم المتحدة (الجزيرة) - أحمدي نجاد يدافع عن خطط إيران النووية (بي بي سي) - أوباما يدين هجوم أحمدي نجاد على إسرائيل والولايات المتحدة (الجزيرة) - إقرار قانون انتخابات محافظات العراق باستثناء كردستان وكركوك وشمل قانوناً خاصاً بكركوك وتقاسم السلطة فيها (العربية) - لقاء مصارحة يجمع بين زعيم تيار المستقبل وحزب الله اللبناني وتوقعات باجتماع قريب بين الحريري ونصر الله (العربية) - ساكاشفيلي (في الصورة) يعلن خطة إصلاح شاملة لمواجهة ما أسماه العدوان الروسي (الجزيرة) - قوات سودانية تطوق منطقة احتجاز السياح شمال البلاد (الجزيرة) - مكتب التحقيقات الفيدرالي يفتح تحقيقاً حول البنوك المنهارة (بي بي سي) |     |       |      |      |
| 24 سبتمبر 2008 (الأربعاء) | عدل | تاريخ | راقب | تصفح |

| \| 25 سبتمبر 2008 (الخميس) \| عدل \| تاريخ \| راقب \| تصفح \| |     |       |      |      |
| - طلب عربي بجلسة عاجلة لمجلس الأمن لمناقشة الاستيطان الإسرائيلي (الجزيرة) - واشنطن وموسكو تتفقان على اجتماع للدول الست بشأن إيران دون تحديد موعد دقيق (الجزيرة) - باراك يعلن دعمه لتشكيل حكومة جديدة بزعامة ليفني (الجزيرة) - مقتل جندي أميركي بهجوم انتحاري في ديالى شمال بغداد (الجزيرة) - اتفاق بين الحريري وبري على نزع الصور والشعارات الحزبية من بيروت في مدة أقصاها 3 أيام (العربية) - واشنطن تطلب من البرادعي نتائج التحقيق في المفاعل النووي السوري (العربية) - ماكين وأوباما يبحثان الأزمة المالية مع بوش (بي بي سي) - انتخاب جاليما موتلانثي رئيساً جديداً لجنوب أفريقيا (بي بي سي) - بريطانيا: الحكومة ترفض طلباً لزيادة المخصصات الملكية (بي بي سي) - السودان: المخطوفون نقلوا إلى ليبيا (بي بي سي) |     |       |      |      |
| 25 سبتمبر 2008 (الخميس) | عدل | تاريخ | راقب | تصفح |

| \| 26 سبتمبر 2008 (الجمعة) \| عدل \| تاريخ \| راقب \| تصفح \| |     |       |      |      |
| - بوش منع إسرائيل من ضرب إيران (بي بي سي) - السودان يحذر مجدداً من عواقب توجيه الاتهام إلى البشير (بي بي سي) - مجلس الأمن يبحث اليوم الاستيطان الإسرائيلي (بي بي سي) - الشرطة الألمانية تعتقل شخصين على متن طائرة هولندية في مطار كولون (العربية) - باكستان تعلن مقتل ألف عنصر من القاعدة وطالبان خلال شهر بينهم خمسة قادة كبار 4 عرب وباكستاني (العربية) |     |       |      |      |
| 26 سبتمبر 2008 (الجمعة) | عدل | تاريخ | راقب | تصفح |

| \| 27 سبتمبر 2008 (السبت) \| عدل \| تاريخ \| راقب \| تصفح \| |     |       |      |      |
| - 17 قتيلا في أعنف اعتداء بدمشق منذ أحداث الإخوان المسلمين ووزارة الداخلية وصفت تفجير السيارة بالإرهابي (العربية) - المناظرة الساخنة لمرشحي الرئاسة الأمريكية تفشل في ترجيح النتائج (العربية) - الرباعية تحث الفلسطينيين والإسرائيليين على الاتفاق والعرب حذروا من مخاطر الاستيطان بجلسة خاصة لمجلس الأمن (الجزيرة) - تفاؤل وتوقعات بإقرار خطة الإنقاذ المالي الأميركي رغم تحفظات الجمهوريين (الجزيرة) |     |       |      |      |
| 27 سبتمبر 2008 (السبت) | عدل | تاريخ | راقب | تصفح |

| \| 28 سبتمبر 2008 (الأحد) \| عدل \| تاريخ \| راقب \| تصفح \| |     |       |      |      |
| - مجلس الأمن يطالب إيران بوقف التخصيب دون فرض عقوبات (الجزيرة) - واشنطن تزود تل أبيب بنظام جديد مضاد للصواريخ (الجزيرة) - مستوطنون يهود يقتلون فلسطينياً في الضفة الغربية (بي بي سي) - بدء انتخابات النمسا وسط توقعات بصعود اليمين (بي بي سي) - سفن حربية تطوق القراصنة الصوماليين (بي بي سي) - الحبس شهرين لإبراهيم عيسى بسبب كتابته إشاعات عن صحة الرئيس مبارك (بي بي سي) - اتفاق مبدئي على خطة إنقاذ وول ستريت (بي بي سي) |     |       |      |      |
| 28 سبتمبر 2008 (الأحد) | عدل | تاريخ | راقب | تصفح |

| \| 29 سبتمبر 2008 (الإثنين) \| عدل \| تاريخ \| راقب \| تصفح \| |     |       |      |      |
| - النواب الأمريكي يوجه ضربة لإدارة بوش ويرفض خطة الإنقاذ المالية وانهيار تاريخي في وول ستريت والرئيس يخفق في حشد الجمهوريين (العربية) - قتلى وجرحى في انفجار سيارة استهدف حافلة تقل جنوداً بشمال لبنان (العربية) - القاهرة: تحرير جميع الرهائن الغربيين والمصريين بدون دفع فدية وقتل نصف الخاطفين (العربية) - سوريا: تنظيم تكفيري وراء تفجير دمشق الانتحاري-(سي إن إن) - شافيز يبدي اهتمامه بتطوير برنامج نووي بمساعدة موسكو-(سي إن إن) - اليمين المتطرف يكتسح انتخابات النمسا والوسط يتراجع (الجزيرة) - استنفار وإغلاق للضفة والقطاع في رأس السنة اليهودية (الجزيرة) - الثلاثاء عيد الفطر في السعودية والإمارات والكويت والأردن وليبيا وقطر والبحرين واليمن والأراضي الفلسطينية (العربية) |     |       |      |      |
| 29 سبتمبر 2008 (الإثنين) | عدل | تاريخ | راقب | تصفح |

| \| 30 سبتمبر 2008 (الثلاثاء) \| عدل \| تاريخ \| راقب \| تصفح \| |     |       |      |      |
| - خطاب لبوش عن الأزمة المالية واتهامات متبادلة بالكونغرس (الجزيرة) - حماس والسلطة تؤكدان حرصهما على إنجاح الحوار والمصالحة (الجزيرة) - تحرك عربي لعزل إسرائيل في الوكالة الدولية للطاقة الذرية (الجزيرة) - البرلمان اللبناني يجيز قانوناً جديداً للانتخابات التشريعية (بي بي سي) |     |       |      |      |
| 30 سبتمبر 2008 (الثلاثاء) | عدل | تاريخ | راقب | تصفح |

بوابة:أحداث جارية/سبتمبر 2008/تقويم
| أحداث جارية |
| --- |
| - أزمة الدين الحكومي اليوناني - جائحة فيروس كورونا 2019–20 - التدخل العسكري الروسي في أوكرانيا - التدخل العسكري الروسي في سوريا - الحرب الأهلية السورية - الهجوم على شمال غرب سوريا (2024) - الحرب الأهلية السودانية 2023 - عملية طوفان الأقصى - الحرب الفلسطينية الإسرائيلية (الخط الزمني) - صراع حزب الله وإسرائيل (2023–الآن) - - أزمة البحر الأحمر - الهجمات على القواعد الأمريكية في العراق وسوريا 2023 - الأزمة الإنسانية في غزة (2023 – الآن) تفاصيل أكثر النزاعات الجارية أدناه |

| وفيات حديثة |
| --- |
| - 17 مارس: أبو حمزة - 17 مارس: لي شاو كي - 17 مارس: أبو إسحاق الحويني - 18 مارس: قسطنطين رودريغيز - 18 مارس: عبد الرحمن حاجي أحمدي - 18 مارس: مارشال راوش - 18 مارس: نادية كاسيني - 18 مارس: دينيز باوتشر - 18 مارس: جان ميشيل (سياسي) - 18 مارس: عصام الدعاليس - 18 مارس: محمود أبو وطفة - 18 مارس: ولامير ماركيز - 19 مارس: أندريا ديليباشيتش - 19 مارس: كالسترات كوتسوف - 19 مارس: هيرنان غودوي - 20 مارس: عثمان سيناف - 20 مارس: نورمان كلارك - 20 مارس: إدي جوردان - 20 مارس: رالف مونرو - 20 مارس: إدي أدكوك |

| نزاعات جارية |
| --- |
| - التدخل العسكري الدولي ضد تنظيم الدولة الإسلامية (داعش) - الكاميرون - الحرب الأهلية الكاميرونية - جمهورية إفريقيا الوسطى - حرب جمهورية إفريقيا الوسطى الأهلية (2012–الآن) - جمهورية الكونغو الديموقراطية - تمرد القوات الديمقراطية المتحالفة - صراع كيفو - الحرب الأهلية الأثيوبية (2018-حاليا) - صراع أمهرة [الإنجليزية] - موزمبيق - التمرد الإسلاموي في موزمبيق - نيجيريا - تمرد بوكو حرام - التمرد الإسلامي في الساحل - تمرد الجهاديين في بوركينا فاسو · حرب مالي - الحرب الأهلية الصومالية - الحرب في الصومال (2009–الآن) - السودان - الحرب الأهلية السودانية 2023 - النزاع في أفغانستان - النزاع بين طالبان والدولة الإسلامية في أفغانستان - صراع بنجشير - الهند - التمرد في جامو وكشمير - العصيان الماوي-الناكسالي - إندونيسيا - أزمة بابوا - الصراع الداخلي في ميانمار - الحرب الأهلية في ميانمار (2021-الحاضر) - باكستان - صراع بلوشستان - عصيان خيبر بختونخوا - الصراع الأهلي في الفلبين - التمرد الشيوعي في الفلبين - الحرب الروسية الأوكرانية - الغزو الروسي لأوكرانيا 2022 - صراع العراق (2003–الآن) - التمرد العراقي (2017–الآن) - صراع إسرائيل وغزة - الحرب الفلسطينية الإسرائيلية 2023 - هجمات الحوثيين على إسرائيل (2023 - 2024) - الحرب الأهلية السورية - التدخل الأجنبي في الحرب الأهلية السورية - تركيا - الولايات المتحدة - اليمن - الحرب الأهلية اليمنية (2014–الآن) - التدخل العسكري في اليمن |

{{:1 سبتمبر 2008}}